# Myrciaria floribunda
Myrciaria floribunda är en myrtenväxtart som först beskrevs av H.West och Carl Ludwig von Willdenow, och fick sitt nu gällande namn av Otto Karl Berg. Myrciaria floribunda ingår i släktet Myrciaria och familjen myrtenväxter. IUCN kategoriserar arten globalt som starkt hotad. Inga underarter finns listade i Catalogue of Life.

## Bildgalleri

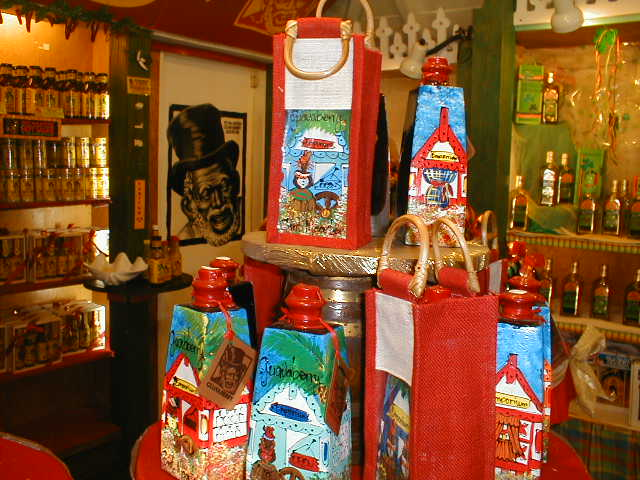